# Ольский район
О́льский район — административно-территориальная единица (район) в Магаданской области России.
В рамках организации местного самоуправления в границах района функционирует Ольский муниципальный округ (с 2015 до 2022 гг. — городской округ, с 2006 до 2015 гг. — муниципальный район).
Административный центр — посёлок городского типа Ола.

## География
Район расположен в бассейне Колымы на юге Магаданской области.
Район тянется вдоль побережья Тауйской губы Охотского моря. Климат суровый, постоянные ветры, дожди, туманы. Средняя температура летом +10—12 градусов, зимой −5—20 градусов, в континентальной части до −45—50 градусов. К району относится остров Талан.
Наиболее значительные реки района: Тауй, Яна, Армань, Хасын, Ола, Яма. Среди озёр наиболее крупные: Чистое, Чукча, Глухое, Киси.

### Климат
Ольский округ самый южный в Магаданской области, омывается Охотским морем. Округ имеет 1300 км. Прибрежной полосы с нерестовыми реками, впадающими в бассейн Охотского моря. Крупнейшие из них реки Тауй, Ола, Армань, Яна, Яма, Тахтаяма. Преобладают постоянные ветра, дожди, туманы. Средняя температура летом +10-12 градусов, зимой -5-20 градусов, в континентальной части до -45-50 градусов. Прилегающее побережье представляет собой обширную территорию со сложным и многообразным рельефом. Данная территория расположена в двух суровых зонах Крайнего Севера: тундры и лесотундры. Для этой зоны характерны: избыточное увлажнение, холодное лето, снежная зима.
Акватория Охотского моря оказывает сглаживающее воздействие на колебания годовых температур. Климат здесь – морской с перепадами температур от -30С зимой до +25С – летом.
Для Восточной части Ольского округа, характерны повышенные скорости и частота ветров в зимнее время, доходящих до 40 м/сек. Данные районы побережья неблагоприятны для проживания, но могут быть использованы для размещения здесь объектов ветроэнергетики. Указанная территория относится к V снеговому району.
Приморская зона имеет следующие характеристики:
Приморская зона с относительно благоприятными условиями проживания (П-1) занимает около 30 тыс. км2 Она характеризуется следующими показателями климата: температура наиболее холодной пятидневки до -36С, летняя максимальная температура +26С, среднегодовая температура -3–-5С. Средняя скорость ветра в холодное время года 5-7 м/сек. Расчетная снеговая нагрузка соответствует V снеговому району с показателем 320 кгс/м2.
Приморская зона с неблагоприятными условиями проживания (П-2) занимает около 45 тыс. км2. Эта зона характеризуется следующими показателями климата: температура наиболее холодной пятидневки до -36С, летняя максимальная температура +29С, среднегодовая температура -3–-5С. Это пурговый район с максимальной скоростью ветра до 40 м/сек. Повторяемость ветров со скоростью более 12 м/сек. – выше 20% со средней продолжительностью 13 часов. Расчетная снеговая нагрузка соответствует V снеговому району с показателем 320 кгс/м2. Величина градусо-суток отопительного периода для жилых помещений составляет порядка 9000С∙сут.

### Рельеф
Вдоль побережья Охотского моря расположены прибрежные низменности – равнины, приуроченные, в основном, к устьевым частям речных долин. Наиболее крупные из них – Тауйская, Ольская, Ямская, Тахтоямская. Для них характерен плоский рельеф с абсолютными отметками по¬верхности 0-100 м, реже до 200 м, интенсивное заболачивание, расчлененность долинами рек, старицами и многочисленными озерами. На равнинных территориях преобладают заболачивание и эрозионные процессы. Процессы оврагообразования развиты слабо. Единичные овраги имеют место в бассейне р. Олы и в некоторых других местах. Морская абразия наблюдается практически вдоль всего побережья Охотского моря. Пораженность ее превосходит 25%, т. е. является высокой. Вся территория района расположена в зоне сплошного и островного распространения многолетнемерзлых пород (ММП). Территории с островным распространением ММП располагаются вдоль побережья Охотского моря полосой шириной 20-100 км. Острова и линзы ММП залегают на разной глубине. Льдонасыщенность мерзлых грунтов изменяется в широких пределах. Особенно велика она на прибрежных морских равнинах. Следствием распространения ММП является широкое развитие процессов водномерзлотного комплекса: солифлюкции, наледеобразования, пучения грунтов и их криогенного растрескивания и т. п. Значительная часть Ольского округа находится в 7-9-балльной зоне сейсмичности. Таким образом, территория округа характеризуется сложными инженерно-строительными условиями, что обусловлено горным рельефом, развитием ММП и разнообразных физико-геологических процессов, повышенной фоновой сейсмичностью на отдельных ее участках.

## История
По указу Петра Первого «Об отыскании морского пути на Камчатку» в 1713 году морское судно «Восток» под командованием Никифора Трески отправилось из Охотска в поход вдоль побережья Охотского моря. В середине июля этого года делается запись о посещении рыбацкого поселка Ола. Это первое документальное упоминание старинного колымского поселения.
История Ольского района ведет отсчет от 4 января 1926 года, когда председатель ВЦИК М. И. Калинин подписал постановление «Об образовании и районировании Дальневосточного края». В этом документе определялся переход от уездного и волостного деления к районному. Бывшая Ольская волость относилась к Николаевскому-на-Амуре округу в составе Дальневосточного края.
В 1930 район вошёл в состав Охотско-Эвенский национального округа Дальневосточного края. С 1934 в составе Нижне-Амурской области Хабаровского края. 3 декабря 1953 район вошёл в состав вновь образованной Магаданской области.

## Население
Район
| 1939    | 1959    | 1970    | 1979    | 1989    | 2002    | 2009    | 2010    |
| ------- | ------- | ------- | ------- | ------- | ------- | ------- | ------- |
| 49 200  | ↘10 880 | ↗15 704 | ↗18 804 | ↗22 454 | ↘12 458 | ↘10 739 | ↘10 496 |
| 2011    | 2012    | 2013    | 2014    | 2015    | 2016    | 2017    | 2018    |
| ↘10 463 | ↘10 370 | ↘10 202 | ↘10 059 | ↘10 037 | ↘10 003 | ↘9948   | ↘9913   |
| 2019    | 2020    | 2021    | 2023    | 2024    |         |         |         |
| ↘9637   | ↘9503   | ↘8601   | ↘8502   | ↗8658   |         |         |         |

Муниципальный (городской) округ
| 1939    | 1959    | 1970    | 1979    | 1989    | 2002    | 2009    | 2010    |
| ------- | ------- | ------- | ------- | ------- | ------- | ------- | ------- |
| 49 200  | ↘10 880 | ↗15 704 | ↗18 804 | ↗22 454 | ↘12 458 | ↘10 739 | ↘10 496 |
| 2011    | 2012    | 2013    | 2014    | 2015    | 2016    | 2017    | 2018    |
| ↘10 463 | ↘10 370 | ↘10 202 | ↘10 059 | ↘10 037 | ↘10 003 | ↘9948   | ↘9913   |
| 2019    | 2020    | 2021    | 2023    | 2024    |         |         |         |
| ↘9637   | ↘9503   | ↘8601   | ↘8502   | ↗8658   |         |         |         |

Урбанизация
Городское население (пгт Ола) составляет 65,88 % от всего населения района (округа).
По данным Всероссийской переписи населения 2021 года национальный состав был следующим:
| Народ     | Численность, чел. |  |
| --------- | ----------------- |  |
| русские   | 6 409 ▼           |  |
| ительмены | 268 ▼             |  |
| коряки    | 87 ▼              |  |
| камчадалы | 80 ▼              |  |
| другие    | 1 757 ▲           |  |
| всего     | 8 601 ▼           |  |

Национальный состав
На территории района (округа) издавна проживают малочисленные народы Крайнего Севера: эвены, орочи, ительмены, камчадалы, нанайцы, ульчи и другие. Местами их компактного проживания являются сёла Ямск, Тахтоямск, Тауйск и Гадля.

## Населённые пункты
В состав района (округа) входят 12 населённых пунктов, в том числе один городской населённый пункт — посёлок городского типа (рабочий посёлок) —  и 11 сельских населённых пунктов:
| №  | Населённый пункт | Тип      | Население |
| -- | ---------------- | -------- | --------- |
| 1  | Ола              | пгт (рп) | ↗5704     |
| 2  | Армань           | посёлок  | ↘821      |
| 3  | Балаганное       | село     | ↘187      |
| 4  | Гадля            | село     | ↘395      |
| 5  | Клёпка           | село     | ↘472      |
| 6  | Радужный         | посёлок  | ↘96       |
| 7  | Талон            | село     | ↘210      |
| 8  | Тауйск           | село     | ↘319      |
| 9  | Тахтоямск        | село     | ↘201      |
| 10 | Ямск             | село     | ↗111      |
| 11 | Яна              | посёлок  | ↘56       |
| 12 | Янский           | посёлок  | ↘29       |

Упразднённые населённые пункты
- 1994 год — посёлок Брохово, а также сёла Шелтинга и Мотыклей[30],
- 1995 год — посёлок Рыбачий[31],
- 2003 год — посёлки Атарган, Новостройка и Сахарная Головка[32];
- 2004 год — посёлки Заречный, Ойра и остров Спафарьева[33].
- Ранее также были упразднены посёлки Нижнеарманск, Усть-Яна, Чёрное Озеро.

## Муниципальное устройство
В рамках организации местного самоуправления в границах района функционирует Ольский муниципальный округ (с 2015 до 2022 гг. — городской округ, с 2006 до 2015 гг. — муниципальный район).
С 2005 до 2015 гг. в существовавшем тогда муниципальном районе выделялись 9 муниципальных образований, в том числе одно городское и восемь сельских поселений:
| №        | Муниципальное образование | Административный центр | Количество населённых пунктов | Население (чел.) |
| -------- | ------------------------- | ---------------------- | ----------------------------- | ---------------- |
| 1e-06    | Городское поселение:      |                        |                               |                  |
| 1        | посёлок Ола               | пгт Ола                | 1                             | 6191 (2015)      |
| 1.000002 | Сельские поселения:       |                        |                               |                  |
| 2        | посёлок Армань            | посёлок Армань         | 3                             | 1096 (2015)      |
| 3        | село Балаганное           | село Балаганное        | 1                             | 280 (2015)       |
| 4        | село Гадля                | село Гадля             | 1                             | 443 (2015)       |
| 5        | село Клёпка               | село Клёпка            | 1                             | 580 (2015)       |
| 6        | село Талон                | село Талон             | 1                             | 404 (2015)       |
| 7        | село Тауйск               | село Тауйск            | 2                             | 634 (2015)       |
| 8        | село Тахтоямск            | село Тахтоямск         | 1                             | 297 (2015)       |
| 9        | село Ямск                 | село Ямск              | 1                             | 83 (2015)        |

В 2015 году все городское и сельские поселения были упразднены и вместе с муниципальным районом в рамках организации местного самоуправления преобразованы в городской округ.
В рамках административно-территориального устройства продолжает выделяться Ольский район .
К 1 января 2023 года городской округ преобразован в муниципальный округ.

## Экономика
Основное население проживает в прибрежной полосе и в нижнем течении рек в непосредственной близости от моря. Это связано с традиционными видами деятельности народов, проживающих в районе. В основном — это рыбная ловля, охота на морского зверя, диких копытных и пушных зверей, оленеводство.
Благодаря усилиям нескольких поколений, в районе выращивается картофель, капуста, другие овощи, способные расти в условиях короткого лета, низких температур и вечной мерзлоты.

### Здравоохранение
Ольская районная больница — районная больница находящиеся в пгт Ола

## Природные ресурсы
На территории района есть запасы золота, серебра, ювелирных и поделочных камней, облицовочных материалов, меди, бурых углей (месторождения Мелководненское и Ланковское).

## Достопримечательности
- Магаданский государственный природный заповедник,
- Заказники регионального значения: 
  - Малкачанская тундра,
  - Кавинская долина,
  - Одян,
  - Остров Талан.
- Ольское месторождение агатов — геологический памятник природы.